# Ucinae
Ucinae (Wenkkrabben) vormen een onderfamilie van de familie Ocypodidae uit de infraorde krabben (Brachyura).

## Geslachten
De Ucinae omvatten volgend geslacht:
- Uca Leach, 1814 [in Leach, 1813–1815]